# Csernyei Gyula
Csernyei Gyula (Varannó, 1834. szeptember 25. – ?) író, újságíró.

## Élete
Tanulmányainak elvégzése után előbb mint tanító, majd mint iskolaigazgató működött, de gégebaja miatt kénytelen volt pályáját elhagyni s telekkönyvi tisztviselő lett. Bár csak mesterséges lélegeztetéssel tartotta fenn magát, igen komoly irodalmi munkásságot fejtett ki. Verseit, szépirodalmi, nevelésügyi s egyéb tartalmú cikkeit több mint 30 hazai és külföldi lapban közölte. Magyarra fordította Edward Bellamy Visszapillantás 2000. évről című híres fantasztikus regényét.

## Külső hivatkozások
- Szinnyei József: Magyar írók élete és munkái II. (Caban–Exner). Budapest: Hornyánszky. 1893.